# Carl Dante
Pour les articles homonymes, voir Dante (homonymie).
Carl Dante est un compositeur américain de musiques de films, né le 15 juillet 1950 à Détroit, dans le Michigan (États-Unis).

## Filmographie
- 1983 : Kiez (de)
- 1984 : Stories from Lobos Creek
- 1986 : Breakthrough: A Portrait of Aristides Demetrios
- 1987 : Slave Girls from Beyond Infinity
- 1988 : Cellar Dweller
- 1989 : Cannibal Girls (Cannibal Women in the Avocado Jungle of Death)
- 1994 : Dream Girls
- 1996 : The Exotic House of Wax
- 1997 : Travel the World: Eastern Cities - Prague, Budapest and Istanbul (TV)
- 1997 : Lolita 2000
- 1997 : The Creeps (The Creeps)
- 1997 : Beyond Planet Neptune
- 1997 : Bimbo Movie Bash
- 1998 : Hôtel Exotica (Hotel Exotica)
- 1998 : Frankenstein Reborn!
- 1998 : The Secret Kingdom
- 1998 : The Shrunken City (vidéo)
- 1998 : Kraa! The Sea Monster
- 1999 : The Making of 'The Killer Eye' (vidéo)
- 1999 : Cypress Edge
- 1999 : The Killer Eye
- 1999 : Search for the Jewel of Polaris: Mysterious Museum (TV)
- 2000 : Jack of Hearts
- 2001 : Medio tiempo
- 2002 : Cowboy's Christmas